# Mor Polanuer
Mor Polanuer (Netanya, 10 de noviembre de 1990) es una actriz de cine y televisión israelí, reconocida por su papel como Samira Nadal en la serie de televisión Tyrant.

## Carrera
Polanuer nació en la localidad de Netanya, en el Distrito Central de Israel. En 2006 apareció en un episodio de la serie de televisión Parashat Ha-Shavua interpretando un pequeño papel. Su actuación impresionó, por lo que reapareció en la serie en 35 episodios más en el papel de Na'ama Ben-David. En 2012 interpretó a Rona en la serie juvenil Galis, apareciendo en 64 episodios y compartiendo reparto con los actores Daniel Gad, Neveh Tzur y Dana Frider. Un año después tuvo su primera experiencia en el cine, encarnando a Achinoam en la película dramática de Yossi Madmoni Makom be-gan eden.
Mishpaha Sholetet, serie creada por Ruby Duenyas, fue la siguiente producción televisiva en la que participó Mor. En 2014 tuvo su gran oportunidad al ser incluida en el reparto de la serie estadounidense Tyrant, emitida entre 2014 y 2016. Mor conformó el reparto recurrente de la serie en el papel de Samira Nadal. La serie finalmente fue cancelada en 2016. En 2017 integró el reparto de Kimaat Mefursemet, película israelí para adolescentes dirigida por Marco Carmel.

## Filmografía

### Cine
- Makom be-gan eden (2013)
- Kimaat Mefursemet (2017)
- Shtaim (2021)

### Televisión
- Parashat Ha-Shavua (2006)
- Galis (2012)
- Mishpaha Sholetet (2014)
- Tyrant (2015)
- Sabri Maranan (2017)